# Santa Cruz de las Flores (Tlajomulco de Zúñiga)
Santa Cruz de las Flores es el nombre de un pueblo ubicado al sur de Tlajomulco de Zúñiga, en el estado de Jalisco, en México. Ha sido llamado Xochitlan, que significa "Lugar de Flores" (xochitl = flor).

## Historia
Fundado en el año de 1559 por una comunidad de indios cocas tomados de Tlajomulco de Zúñiga. En este pueblo hay una Capilla-Hospital, construida entre el siglo XVI y el XVIII, con una fachada de estilo Barroco Regional. Esta es una de las más grandes joyas del arte popular en Jalisco, y está en la Ruta Franciscana. En el atrio del templo de la Virgen de la Soledad se encuentra el centro geográfico del Estado de Jalisco.
Donde también se encuentra el Club Deportivo Cardenales con una amplia historia a través de los años y de las ligas de Fútbol del área de Guadalajara Y ligas regionales.
Santa Cruz de las Flores es una de las localidades con mayor crecimiento en el municipio de Tlajomulco de Zúñiga, un pueblo con una mayor afluencia urbanizadora en los últimos años pasando por la transición de ser un pueblo a una localidad de zona metropolitana, debido a su crecimiento y a sus distintos comercios, fraccionamientos y centros comerciales, así como el remodelamiento de sus calles.
Actualmente ya cuenta con Ruta de Camión directo a Guadalajara para mejor comodidad.
Santa Cruz De Las Flores también cuenta con grandes instalaciones como escuelas, espacios públicos y un grupo de laboratorios llamado Grupo Ifaco. Cuenta con el Santuario de Nuestra Señora de la Soledad que tiene una historia muy popular en ese pueblo.